# Tanaecia balina
Tanaecia balina är en fjärilsart som beskrevs av Hans Fruhstorfer 1908. Tanaecia balina ingår i släktet Tanaecia och familjen praktfjärilar. Inga underarter finns listade i Catalogue of Life.